# Petrogale lateralis
Petrogale lateralis é uma espécie de marsupial da família Macropodidae. Endêmica da Austrália.